# Evalljapyx bolivari
Evalljapyx bolivari är en urinsektsart som beskrevs av Filippo Silvestri 1948. Evalljapyx bolivari ingår i släktet Evalljapyx och familjen Japygidae. Inga underarter finns listade i Catalogue of Life.